# Museo Letón de la Guerra
El Museo Letón de la Guerra (en letón: Latvijas Kara muzejs) es un museo situado en Riga (Letonia) fundado en 1916 con el nombre de «Museo de los Fusileros de Letonia». 

## Historia
Cuando fue fundado en 1916 estuvo asociado al territorio letón con las operaciones realizadas por la unidad militar nacional letona del batallón de fusileros del Ejército Rojo durante la Primera Guerra Mundial. Su primera sede se instaló en las antiguas fortificaciones de la Torre de la Pólvora en Riga. En 1937 se edificó un nuevo edificio proyectado por Artūra Galindoma.
Durante la ocupación soviética de Letonia en 1940, las autoridades cerraron el museo. Parte de su colección desapareció, mientras que algunos objetos y documentos pudieron ser trasladados a otros museos y archivos. Desde 1957 el museo pasó a llamarse Museo de la República Socialista Soviética de Letonia, con valiosas colecciones siempre desde la perspectiva ideológica soviética. Con la independencia de Letonia en 1990 se pasó a llamarse Museo Letón de la Guerra y tuvo el objetivo de hacer conocer la historia política y militar del país, de forma especial la del siglo XX.

## Colecciones
La exposición permanente muestra una parte de los 25 000 que posee, tales como armas, uniformes y documentos especialmente sobre la Primera y Segunda Guerra Mundial que afectó a Letonia, así como de las ocupaciones que fue objeto hasta lograr su independencia.
El museo cuenta con dos filiales, uno en el municipio de Jelgava (Ziemassvētku kauju muzejs) y otro en el municipio de Saldus (Oskar Kalpaka muzejs).

## Galería

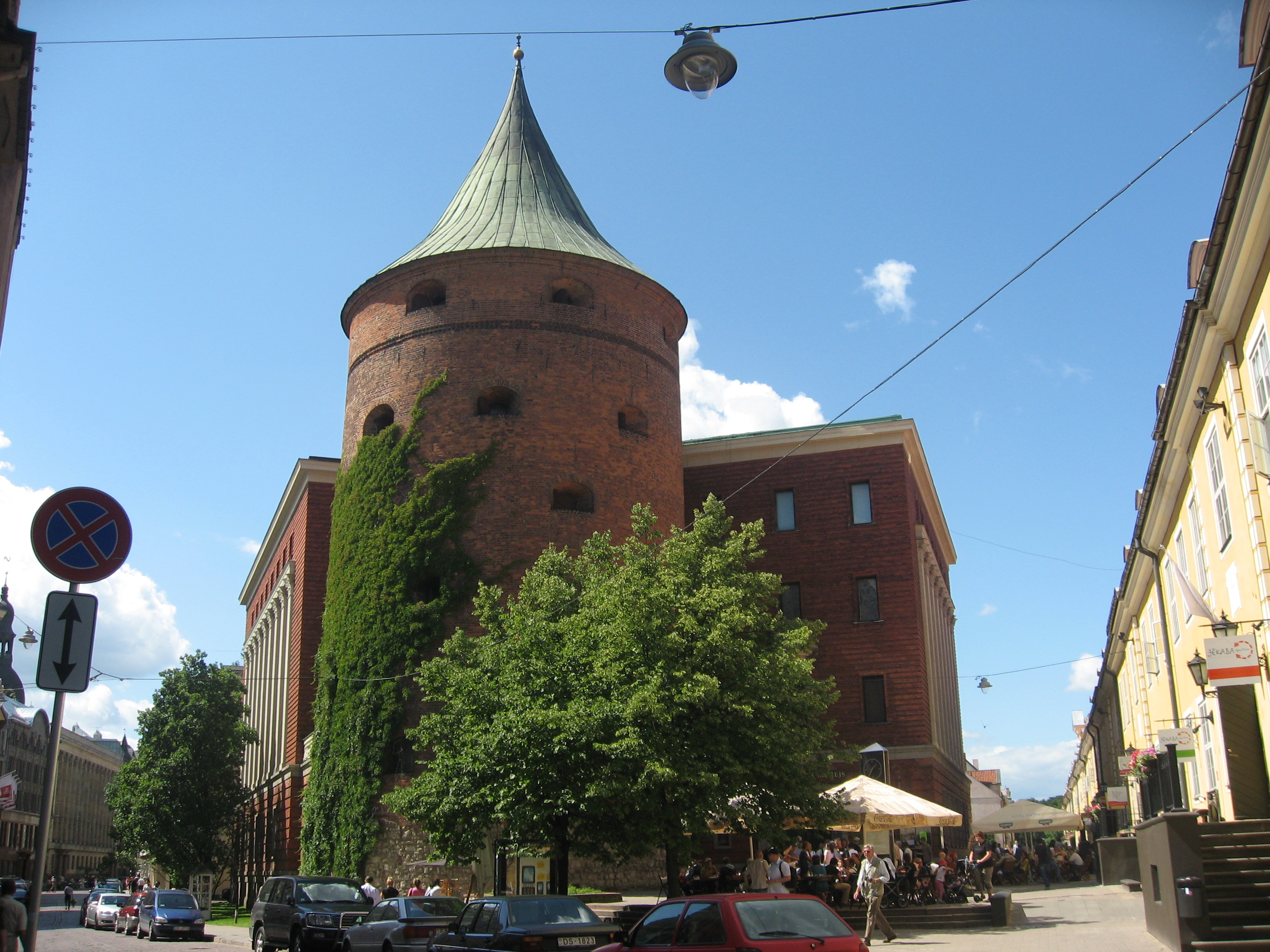
La Torre de la Pólvora, antigua sede del museo
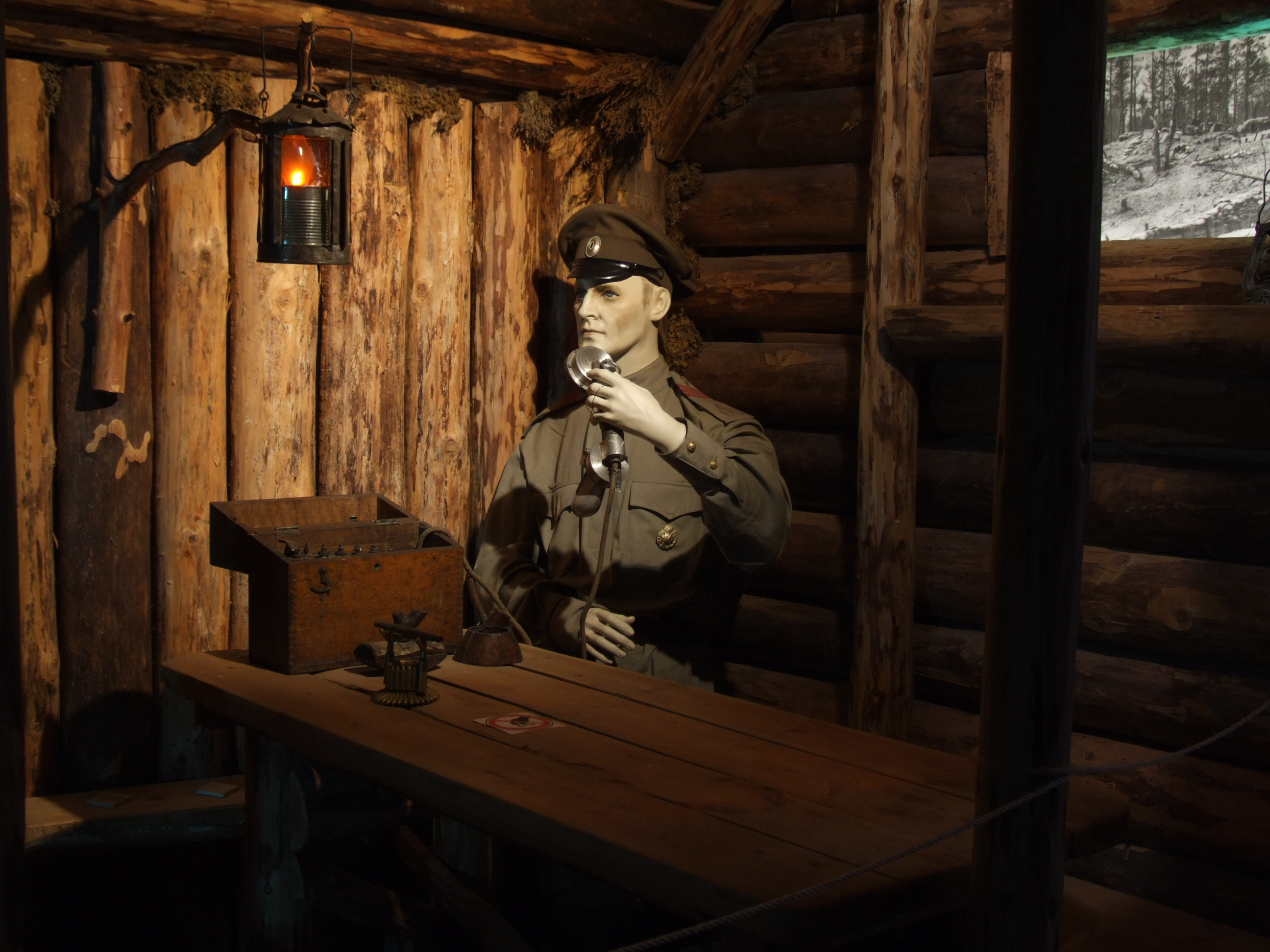
Representación de un soldado ruso
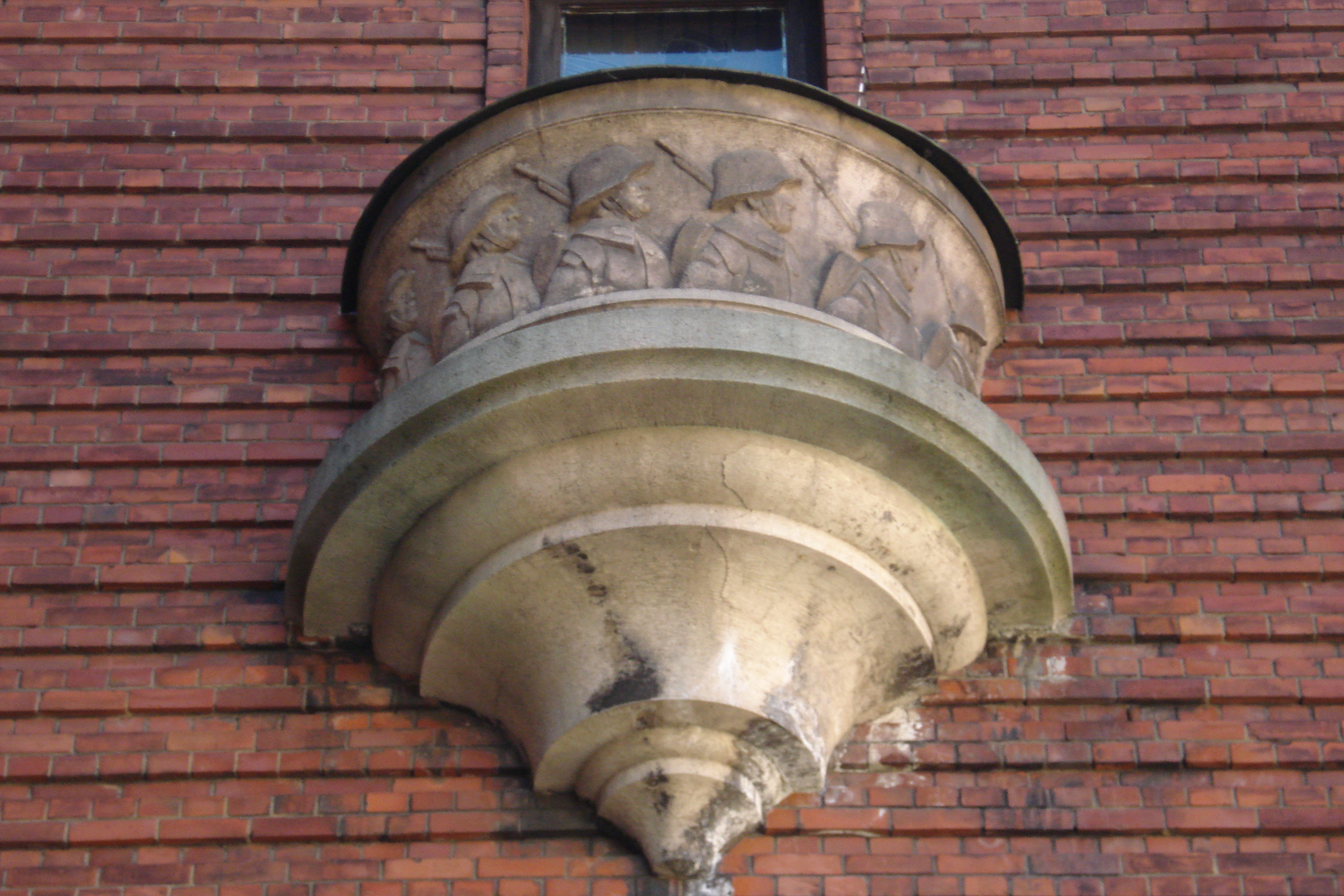
Detalle de la fachada actual
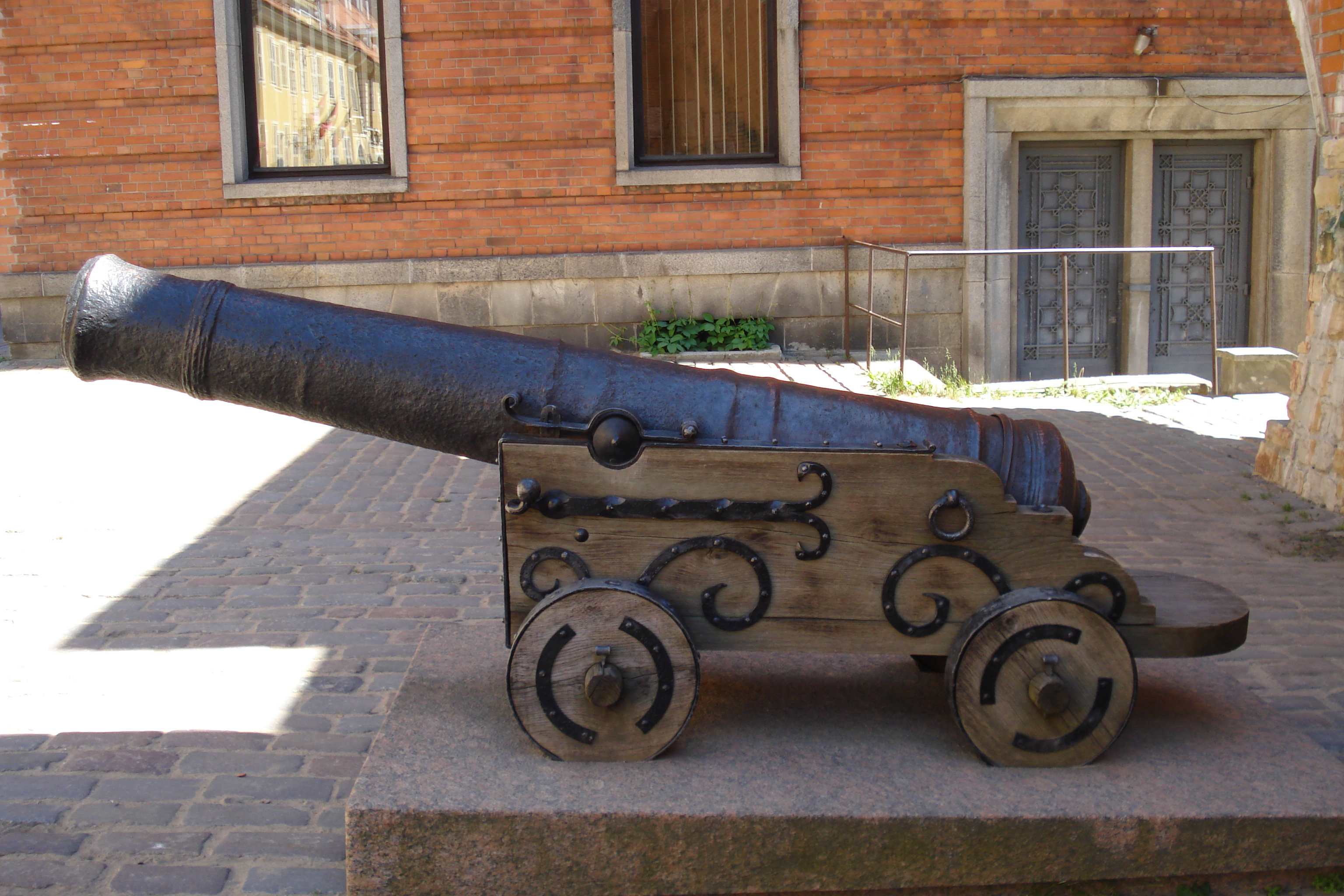
Cañón antiguo